# Шејди Спринг (Западна Вирџинија)
Шејди Спринг (енгл. Shady Spring) насељено је место без административног статуса у америчкој савезној држави Западна Вирџинија.

## Демографија
По попису из 2010. године број становника је 2.998, што је 920 (44,3%) становника више него 2000. године.
| Група             | 2000.         | 2010.         |
| Белци             | 2.057 (99,0%) | 2.934 (97,9%) |
| Афроамериканци    | 0 (0,0%)      | 5 (0,2%)      |
| Азијати           | 1 (0,0%)      | 20 (0,7%)     |
| Хиспаноамериканци | 12 (0,6%)     | 9 (0,3%)      |
| Укупно            | 2.078         | 2.998         |